# Expedice 13
Expedice 13 byla třináctá posádka dlouhodobě obývající Mezinárodní vesmírnou stanici (ISS). Velitel Pavel Vinogradov (Rusko) a palubní inženýr Jeffrey Williams (USA) startovali z kosmodromu Bajkonur 30. března 2006 ve 2:30 UTC na palubě Sojuzu TMA-8, se stanicí ISS se spojili 1. dubna 2006 ve 4:19 UTC. V červenci 2006 se k nim připojil Thomas Reiter, kterého přivezl raketoplán Discovery (let STS-121). Reiter byl první Evropan dlouhodobě obývající ISS.

## Posádka
| Pozice            | První část (duben – červenec 2006)             | Druhá část (červenec – září 2006)              |
| ----------------- | ---------------------------------------------- | ---------------------------------------------- |
| Velitel           | Pavel Vinogradov, (2) Roskosmos (RKK Eněrgija) | Pavel Vinogradov, (2) Roskosmos (RKK Eněrgija) |
| Palubní inženýr 1 | Jeffrey Williams, (2) NASA                     | Jeffrey Williams, (2) NASA                     |
| Palubní inženýr 2 |                                                | Thomas Reiter, (2) ESA                         |

V závorkách je uveden dosavadní počet letů do vesmíru včetně této mise.

## Záložní posádka
- Michael Fincke, velitel, NASA
- Fjodor Jurčichin, palubní inženýr, Roskosmos (RKK Eněrgija)
- Leopold Eyharts, palubní inženýr, ESA

## Průběh mise
Expedice 13 startovala společně s kosmonautem Brazilské kosmické agentury Marcosem Pontesem v Sojuzu TMA-8 z kosmodromu Bajkonur v Kazachstánu 30. března 2006. Bez problému přistáli 1. dubna u vesmírné stanice. Novou posádku přivítali členové Expedice 12: americký velitel William McArthur a ruský palubní inženýr Valerij Tokarev. Během týdne nová posádka převzala stanici a 8. dubna se Tokarev, McArthur a Pontes v Sojuzu TMA-7 vrátili na zem.
Běžnou rutinu života na stanici narušil přílet zásobovacího Progressu M-56 dne 26. dubna. První výstup do kosmického prostoru proběhl v noci v 1. na 2. června, Vinogradov a Williams se věnovali výměnám vzorků v materiálových experimentech a inspekci a výměnám vybraných dílů na povrchu stanice. Vycházka trvala 6 hodin 31 minut.
Další zásobovací Progress (M-57) přiletěl 26. června 2006. Od 6. do 15. července se ke stanici připojil raketoplán Discovery (let STS-121). Raketoplán přivezl evropský modul Leonardo se zásobami, posádka raketoplánu ve třech výstupech do kosmu pokračovala ve výstavbě stanice. Na Discovery také přiletěl astronaut ESA Thomas Reiter, který na základě dohody Roskosmosu a ESA zůstal na ISS v rámci ruské kvóty jako třetí člen Expedice 13 (oficiálně od 19:13 UTC 6. července, kdy bylo jeho křeslo nainstalováno v Sojuzu).
Druhá kosmická vycházka Williamse a Reitera proběhla 3. srpna 2006. Kosmonauti během 5 hodin a 54 minut obsloužili venkovní experimenty a provedli přípravu na příští práce.
Ve dnech 11. – 17. září posádka stanice přijala návštěvu raketoplánu Atlantis (let STS-115). Hosté ve třech výstupech do vesmíru pokračovali ve výstavbě stanice.
20. září přiletěla v Sojuzu TMA-9 s Expedicí 14 (Michael López-Alegría a Michail Ťurin) a Anuší Ansáríovou. Dvojice Vinogradov, Williams předala stanici nováčkům a s Ansáríovou se vrátili v Sojuzu TMA-8 na zem. Reiter zůstal na stanici jako člen Expedice 14.